# Jef Boeckx
Jef Boeckx is een Belgisch voormalig politicus voor de CVP.

## Levensloop
Boeckx was burgemeester van Beerse van  1977 tot 1982 en van 1989 tot 2000. Dat jaar verliet hij de lokale politiek, waarbij hij tijdens de lokale stembusgang een laatste maal lijstduwer was op de CDE-kieslijst. Hij werd opgevolgd als burgemeester door Gust Adriaensen (Inzet 2000).